# Empecamenta calabarica
Empecamenta calabarica är en skalbaggsart som beskrevs av Moser 1921. Empecamenta calabarica ingår i släktet Empecamenta och familjen Melolonthidae. Inga underarter finns listade i Catalogue of Life.